# Ponikło skąpokwiatowe
Ponikło skąpokwiatowe  (Eleocharis quinqueflora (Hartmann) O.Schwarz) – gatunek rośliny z rodziny ciborowatych. Gatunek kosmopolityczny.
W Polsce jest gatunkiem rzadkim; rośnie w rozproszeniu na terenie całego kraju.

## Morfologia

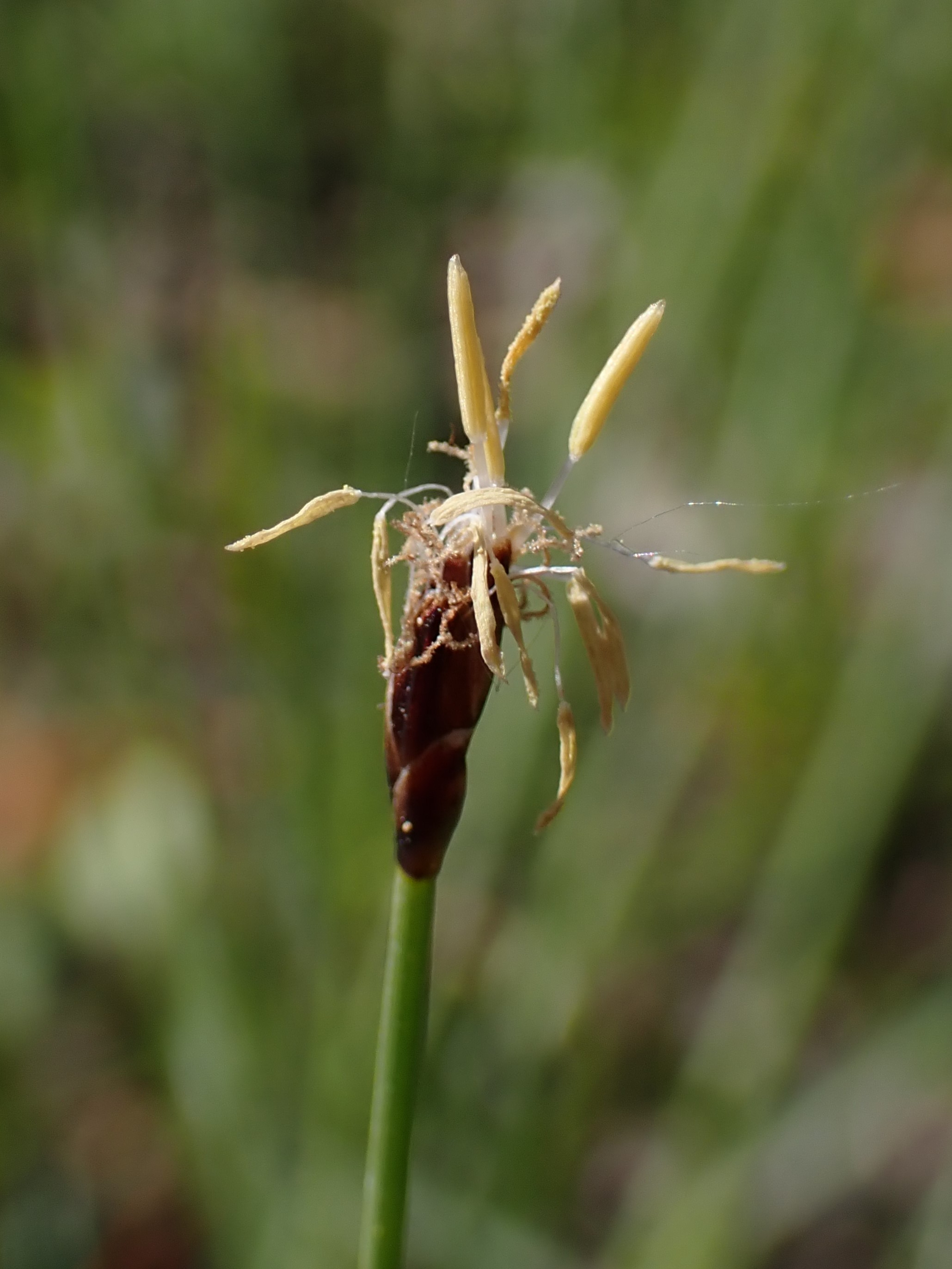
Kwiatostan

ŁodygaSztywna, o wysokości 5-25 cm.
LiścieDolne pochwy liściowe brunatno-czerwonawe.
KwiatyZebrane w 2-7-kwiatowy kłos o długości 4-8 mm. Dolna podsadka sięga powyżej połowy długości kłosa. Okwiat złożony z sześciu szorstkich szczecinek, nie dłuższych od owocu. Trzy pręciki. Trzy znamiona. Przysadki tępe, brunatnoczerwoanawe, z zieloną smugą. Najniższa przysadka prawie tak długa jak kłos, obejmuje cały kłos swą nasadą. Szyjka słupka nie zgrubiała u nasady, tworząca mały i cienki dzióbek, który nie jest oddzielony od owocu członowatym wcięciem.
OwocDelikatnie punktowany orzeszek.

## Biologia i ekologia
Bylina, hemikryptofit, hydrofit. Kwitnie od maja do czerwca. Rośnie na brzegach wód, na zatorfionych łąkach i torfowiskach. Liczba chromosomów 2n = 132. Gatunek charakterystyczny eutroficznych młak niskoturzycowych z rzędu Caricetalia davallianae.

## Zagrożenia i ochrona
Roślina umieszczona na polskiej czerwonej liście w kategorii VU (narażony). Znajduje się także w Czerwonej księdze gatunków zagrożonych w kategorii LC (najmniejszej troski).